# Pseudanthias pulcherrimus
Pseudanthias pulcherrimus es una especie de peces de la familia Serranidae en el orden de los Perciformes.

## Morfología
• Los machos pueden llegar alcanzar los 7 cm de longitud total.

## Hábitat
Es un pez  de mar de clima tropical y asociado a los  arrecifes de coral que vive entre 33-35 m de profundidad.

## Distribución geográfica
Se encuentran en las  islas Maldivas.,  Chagos, las Seychelles  y Mauricio